# Михеевка (Житомирская область)
Михеевка (укр. Михіївка) — село на Украине, основано в 1652 году, находится в Новоград-Волынском районе Житомирской области.
Население по переписи 2001 года составляет 200 человек. Почтовый индекс — 11721. Телефонный код — 4141. Занимает площадь 1,178 км².